# Éverton (football, 1986)
Pour les articles homonymes, voir Everton et Ewerthon.
Éverton Leandro dos Santos Pinto, dit Éverton Santos ou Éverton, est un footballeur brésilien né le 14 octobre 1986 à São José dos Campos (État de São Paulo, Brésil).

## Biographie
Everton Santos commence sa carrière professionnelle en signant à 16 ans, en novembre 2002 dans le club de Saint-André, il joue alors une demi-saison à moitié en équipe réserve et à moitié en équipe première, où il se fait remarquer par la qualité de sa conduite balle. Néanmoins, il est barré par des joueurs expérimentés comme Marcelinho.

### En club

#### Sao Bernardo (2006)
En prêt à l'été 2006 dans le club de division 2 de Sao Bernardo il fait de très bons matchs et inscrit de 16 buts et 13 passes décisive en 22 matchs en jouant au poste de milieu offensif.

#### Clube Atlético Bragantino (2007)
Ayant réaliséé une bonne saison à Sao Bernardo, il est contacté alors par le Clube Atlético Bragantino qui en 2003 jouait en première division du championnat de l'État de São Paulo.
À Bragantino, il effectue une de ses plus belles saisons, où il atteint les demi-finales du Championnat de Sao Paulo et établit des statistiques plutôt intéressantes lors de la compétition avec 42 buts à son actif.
Lors de cette même saison, il fut élu révélation du championnat car il avait apporté à l'équipe une aide précieuse dans son jeu. D'ailleurs les supporters du club lui donneront le surnom de Manœuvre car il effectua surtout un rôle de passeur tout le long de la saison.

#### Corinthians (2007)
En fin de saison, il est recruté par les Corinthians pour un peu moins d'un million d'euros en même temps que Zelão et le gardien de but Felipe.
En début de saison, le joueur effectue de bons matchs, mais à la suite de plusieurs blessures, il n'entre plus dans les plans de son entraîneur qui décide de le mettre remplaçant la plupart des matchs. Malgré 5 passes décisives il n'arrive plus à enchaîner les performances comme quand il jouait à Sao Bernardo et à Bragantino. Malheureusement pour lui, le club est relégué à la fin de la saison et il est considéré comme un flop offensif.

#### Paris Saint-Germain (2008-2011)
Au mercato d'hiver 2007-2008, Valdo négocie pour le compte du Paris Saint-Germain avec le club et avec le joueur pour son transfert vers la capitale française, transfert conclu le 31 janvier 2008, en compagnie de son compatriote Williamis Souza. Everton ne s'impose pas dans l'effectif parisien et lors de la saison 2008-2009, il ne joue qu'un match de championnat (OM-PSG) et deux matchs de Coupe de France puis est prêté un an au Fluminense Football Club. Pour la saison 2009-2010, il est de nouveau prêté avec option d'achat au club japonais d'Albirex Niigata malgré ses envies de rester à Paris. Ses performances en prêts ne convainquent pas les dirigeants parisiens, et le joueur est transféré au Seongnam alors que son contrat se terminait en juin 2012.

#### Fluminense (2008-2009)
Titulaire à Fluminense FC, il est associé à Fred, l'ancien lyonnais. Il remporte la Taça Guanabara 2009 (coupe de l'État de Rio de Janeiro). Il inscrit 5 buts en 30 matchs.

#### Albirex Niigata (2009)
Il a été prêté une deuxième fois au Japon à Albirex Niigata. Souvent titulaire, il inscrit 10 buts en 21 matchs.

#### Goiás EC et Ponte Preta
Il a été prêté au Brésil à Goiás EC, 17 buts en 41 matchs une troisième fois puis une quatrième à Ponte Preta, 8 buts en 15 matchs.

#### Seongnam Ilhwa Chunma
Il a été prêté une cinquième fois en Corée du Sud à Seongnam Ilhwa Chunma. Ses performances lui permettent d'être engagé définitivement par le club en juin 2012 après la fin de son contrat avec le Paris Saint-Germain.
En janvier 2017, le joueur est transféré au Santa Cruz FC.

## Statistiques
| Saison                | Club                   | Championnat           | Championnat | Championnat | Coupe(s) nationale(s) | Coupe(s) nationale(s) | Compétition(s) continentale(s) | Compétition(s) continentale(s) | Compétition(s) continentale(s) | Ligue régionale | Ligue régionale | Total | Total |
| Saison                | Club                   | Division              | M.          | B.          | M.                    | B.                    | Comp.                          | M.                             | B.                             | M.              | B.              | M.    | B.    |
| 2007                  | SC Corinthians         | Série A               | 23          | 1           | -                     | -                     | CS                             | 2                              | 0                              | -               | -               | 25    | 1     |
| Sous-total            | Sous-total             | Sous-total            | 23          | 1           | -                     | -                     | -                              | 2                              | 0                              | -               | -               | 25    | 1     |
| 2007-2008             | Paris SG               | Ligue 1               | 1           | 0           | 2                     | 0                     | -                              | -                              | -                              | -               | -               | 3     | 0     |
| Sous-total            | Sous-total             | Sous-total            | 1           | 0           | 2                     | 0                     | -                              | -                              | -                              | -               | -               | 3     | 0     |
| 2008                  | Fluminense FC (prêt)   | Série A               | 14          | 0           | -                     | -                     | -                              | -                              | -                              | -               | -               | 14    | 0     |
| 2009                  | Fluminense FC (prêt)   | Série A               | 2           | 0           | 4                     | 2                     | -                              | -                              | -                              | 8               | 1               | 14    | 3     |
| Sous-total            | Sous-total             | Sous-total            | 16          | 0           | 4                     | 2                     | -                              | -                              | -                              | 8               | 1               | 28    | 3     |
| 2009                  | Albirex Niigata (prêt) | J.League              | 11          | 0           | -                     | -                     | -                              | -                              | -                              | -               | -               | 11    | 0     |
| Sous-total            | Sous-total             | Sous-total            | 11          | 0           | -                     | -                     | -                              | -                              | -                              | -               | -               | 11    | 0     |
| 2010                  | Goiás EC (prêt)        | Série A               | 31          | 5           | 3                     | 0                     | CS                             | 7                              | 1                              | -               | -               | 41    | 6     |
| Sous-total            | Sous-total             | Sous-total            | 31          | 5           | 3                     | 0                     | -                              | 7                              | 1                              | -               | -               | 41    | 6     |
| 2011                  | Ponte Preta (prêt)     | Série B               | -           | -           | 1                     | 0                     | -                              | -                              | -                              | 6               | 3               | 7     | 3     |
| Sous-total            | Sous-total             | Sous-total            | -           | -           | 1                     | 0                     | -                              | -                              | -                              | 6               | 3               | 7     | 3     |
| 2011                  | Seongnam (prêt)        | K-League              | 25          | 5           | 8                     | 1                     | -                              | -                              | -                              | -               | -               | 33    | 6     |
| 2012                  | Seongnam               | K-League              | 36          | 12          | 1                     | 1                     | AFC                            | 5                              | 3                              | -               | -               | 42    | 16    |
| Sous-total            | Sous-total             | Sous-total            | 61          | 17          | 9                     | 2                     | -                              | 5                              | 3                              | -               | -               | 75    | 22    |
| 2013                  | AA Ponte Preta         | Série A               | 11          | 1           | 2                     | 0                     | CS                             | 1                              | 0                              | 7               | 0               | 21    | 1     |
| Sous-total            | Sous-total             | Sous-total            | 11          | 1           | 2                     | 0                     | -                              | 1                              | 0                              | 7               | 0               | 21    | 1     |
| Total sur la carrière | Total sur la carrière  | Total sur la carrière | 154         | 24          | 21                    | 4                     | -                              | 15                             | 4                              | 21              | 4               | 211   | 36    |

## Palmarès

### En club
Fluminense FC
- Coupe de l'État de Rio de Janeiro avec le  en 2009

 Paris Saint-Germain
- Coupe de France
  - Finaliste : 2008
- Coupe de la Ligue
  - Vainqueur : 2008

 Seongnam Ilhwa Chunma
- Coupe de Corée du Sud
  - Vainqueur : 2011

 FC Seoul
- Coupe de Corée du Sud
  - Vainqueur : 2015